# The Blanket
The Blanket va ser una revista en línia irlandesa, publicada entre 2001 i 2008 amb contingut de caràcter marcadament nacionalista i republicà. Sota el lema A Journal of Protest and Dissent, va publicar articles signats per històrics militants republicans que es mostraren contraris a l'Acord de Divendres Sant del 1998. Dolours Price, Brendan Hughes o Anthony McIntyre, van ser alguns dels col·laboradors habituals.